# بنو (لارستان)
بنو (بالفارسية: بنو) (بالإنجليزية: Benow)‏، قرية في ناحية صحراء باغ (بالفارسية: بخش صحراى باغ)، قسم صحراء باغ الريفي، مقاطعة لارستان، محافظة فارس، إيران. يبلغ عدد سكانها حسب إحصاء عام 2006 ميلادية 110 نسمة في 19 عائلة.